# Rivière Gauthier (Montmagny)
Pour les articles homonymes, voir Gauthier.
La rivière Gauthier est un affluent de la rivière Noire Nord-Ouest (Lac Frontière), traversant les municipalités de Sainte-Apolline-de-Patton et de Sainte-Lucie-de-Beauregard, dans la municipalité régionale de comté (MRC) de Montmagny, dans la région administrative de Chaudière-Appalaches, au Sud du Québec, au Canada.
La « rivière Gauthier » coule entièrement en zones forestières. Le cours de la « rivière Gauthier » comporte seulement 19 m de dénivellation. Son cours traverse quelques zones de marais. Le chemin des 1er et 2e rang de Talon dessert la partie intermédiaire de la rivière et la route des Chutes, la partie inférieure.

## Géographie
La « rivière Gauthier » prend source dans le canton de Patton, près de la limite du canton d’Arago, dans les Monts Notre-Dame, dans la municipalité de Sainte-Apolline-de-Patton. Cette source est située à 7,2 km au Nord-Est du centre du village de Sainte-Apolline-de-Patton, à 0,5 km au Sud-Ouest de la limite de la MRC de L’Islet et à 14,5 km au Nord-Ouest de la frontière canado-américaine.
La source de la rivière Gauthier partage la ligne de partage des eaux avec la rivière Rocheuse laquelle coule du côté Est dans les cantons de Leverrier et d’Arago.
À partir de sa source, la rivière Gauthier coule sur 7,9 km, selon les segments suivants :
- 5,0 km vers le Sud dans la municipalité de Sainte-Apolline-de-Patton, jusqu'à la confluence de La Petite Nord-Ouest (rivière Gauthier) (venant du Nord-Ouest) ;
- 1,1 km vers le Sud-Ouest, en serpentant jusqu'à la route de des Chûtes ;
- 1,0 km vers le Sud, jusqu’à limite de la municipalité de Sainte-Lucie-de-Beauregard ;
- 0,8 km vers le Sud-Est, jusqu'à la confluence de la rivière[2].

La rivière Gauthier se déverse sur la rive Nord de la Rivière Noire Nord-Ouest (Lac Frontière) que le courant descend jusqu’à la rive Nord du Lac Frontière (Montmagny). Puis, le courant traverse le lac Frontière et suit la Rivière Saint-Jean Nord-Ouest qui coule jusqu'au fleuve Saint-Jean. Ce dernier coule vers l'Est et le Nord-Est en traversant le Maine, puis vers l'Est et le Sud-Est en traversant le Nouveau-Brunswick. Au terme de son cours, le fleuve Saint-Jean se déverse sur la rive Nord de la Baie de Fundy laquelle s’ouvre au Sud-Ouest à l’Océan Atlantique.

## Toponymie
Le terme "Gauthier" s'avère un patronyme de famille d'origine française.
Le toponyme "rivière Gauthier" a été officialisé le 5 décembre 1968 à la Commission de toponymie du Québec.